# Świętochłowice
Świętochłowice ([ɕfjɛntɔxwɔˈvit͡sɛ]ⓘ, en alemán: Schwientochlowitz) es una ciudad polaca.

## Clima
Świętochłowice está situada en la misma que zona climática Cracovia. Por ende el clima es en general lluvioso, llegando a una precipitación de 700 mm anuales, siendo las mayores en julio y las menores en febrero. La temperatura promedio es de 7 °C. La tempatura en Świętochłowice oscila entre los -2,5 °C en enero y la máxima temperatura se registra en julio llegando a los 18 °C.

## Población
Świętochłowice tiene una población menor a los 60.000 habitantes. A pesar de ser una ciudad pequeña en comparación con otras grandes urbes, Świętochłowice tiene la densidad de población más grande Polonia y una de las más grandes de Europa, con 4200 habitantes por km².

## División política
Esta ciudad se divide a su vez en cinco distritos: Chropaczów, Piaśniki, Zgoda, Centrum y Lipiny. 

## Ubicación geográfica
Está situada en la provincia (voivodato en polaco) de Silesia desde el año 1999, y anteriormente en la provincia de Katowice entre los años (1975-1998).

## Historia
La ciudad es nombrada en documentos que datan del siglo XIII. Perteneció  a Alemania hasta 1920. Entonces formó parte de Polonia por 19 años cuando en 1939 nuevamente formó parte de Alemania hasta que finalmente en 1945 se integró otra vez a Polonia.  
El campo laboral alemán Eintrachthütte fue abierto en Świętochłowice en 1943. Al pasar Świętochłowice nuevamente a formar parte de Polonia se reabrió este campo de concentración en el distrito de Zgoda.

## Actualidad

### Administración política
El alcalde de la ciudad es Daniel Beger, elegido en el año 2018.

### Deportes
Los deportes en Świętochłowice gozan de gran popularidad. La ciudad cuenta con tres estadios de fútbol. A su vez, en los juegos olímpicos los atletas originarios de Świętochłowice han representado honrosamente a su pueblo natal, obteniendo más de 10 medallas olímpicas en la historia de estos juegos.

## Ciudades hermanas
Esta localidad polaca está hermanada con cinco ciudades: 
- Heiloo (Países Bajos)
- Nový Jičín (República Checa)
- Laa an der Thaya (Austria)
- Tiszaújváros (Hungría)
- Rimavská Sobota (Eslovaquia)

## Personajes célebres de Świętochłowice
- Wiktor Balcarek – deportista de ajerdez
- Joanna Bartel – actriz
- Grażyna Bułka – actriz
- Ewald Cebula – representante de Polonia en fútbol, en JJ. OO.
- Arthur Goldstein – periodista y político
- Krzysztof Hanke – actor
- Emanuel Konstanty Imiela – poeta
- Błażej Koniusz – tenisista, campeón de Australian Open 2006 Junior
- Teodor Kubina – primer obispo de Częstochowa
- Eugeniusz Moś – presidente de Świętochłowice (hasta 2000)
- Teodor Peterek – futbolista, deportista en JJ. OO.
- Augustyn Świder – futbolista, participante de insurrección
- Krzysztof Zaleski – actor, director del teatro